# Lachnaea uniflora
Lachnaea uniflora är en tibastväxtart som först beskrevs av Carl von Linné, och fick sitt nu gällande namn av Heinrich Johann Nepomuk von Crantz. Lachnaea uniflora ingår i släktet Lachnaea och familjen tibastväxter. Inga underarter finns listade i Catalogue of Life.